# Peritrichia subsquamosa
Peritrichia subsquamosa är en skalbaggsart som beskrevs av Schein 1959. Peritrichia subsquamosa ingår i släktet Peritrichia och familjen Melolonthidae. Inga underarter finns listade i Catalogue of Life.